# みんなの恋愛論
「みんなの恋愛論」（みんなのれんあいろん）は、1991年8月 - 9月にNHK『みんなのうた』で放送された楽曲である。作詞：麻生圭子、作曲：葛口雅行、編曲：清水信之、歌：諸岡菜穂子。

## 概要
同番組の放送で使用された映像には、歌を担当した諸岡菜穂子も登場した。
曲はオリジナル版（後述アルバムに収録）よりかなり短縮、1番は1番のAメロ・Bメロと2番のサビを組み合わせ、サビのみの3番はそのまま放送された。
Eテレの企画「お願い!編集長」に寄せられたリクエストに賛同者が多く集まったため、放送されてから23年後の2014年2月8日と同年3月8日に、『みんなのうたリクエスト』枠で初めて再放送された。

## 収録アルバム
本曲のフルコーラス版は、次の2本のアルバムに収録されている。
- 諸岡菜穂子のアルバム『SPARKLE』（1992年12月12日発売）
- キューンソニー発売の『みんなのうた』関連アルバム『NHKみんなのうた さとうきび畑』（1997年）